# ジーノ・ベーキ
- ジーノ・ベキ

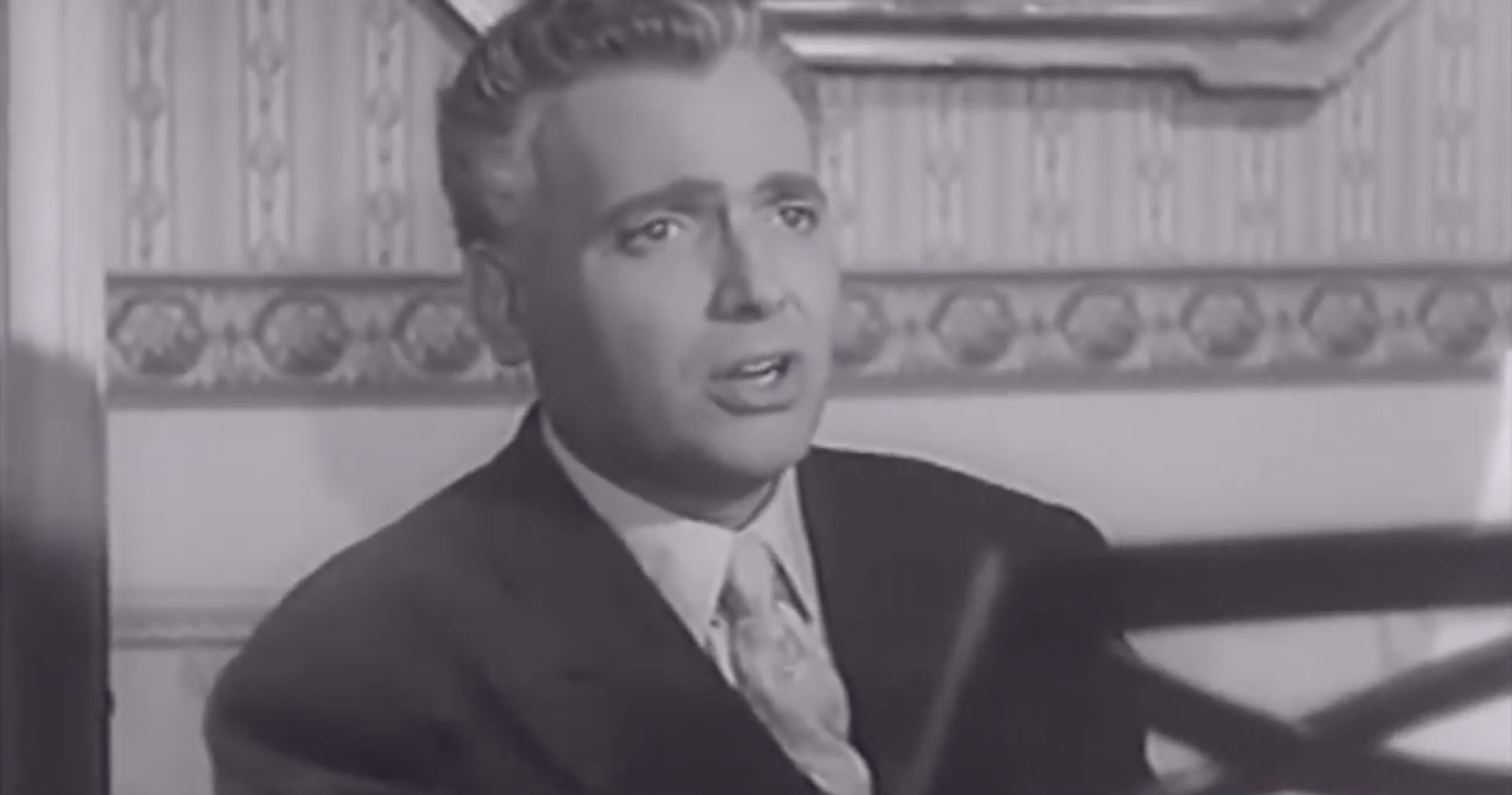
1949年のジーノ・ベーキ

ジーノ・ベーキ（Gino Bechi, 1913年10月16日 - 1993年2月2日）は、イタリアのバリトン歌手。
フィレンツェの生まれ。生地でラウル・フラッツィらに声楽を学ぶ。1936年にエンポリでデビュー。1938年からローマ歌劇場、1939年からスカラ座のそれぞれに14年に亘って出演し続けた。1939年のローマにおけるロドヴィコ・ロッカの《イヴノール山》の初演、1941年のフィレンツェにおけるフランコ・アルファーノの《マナーラのドン・ファン》の初演のそれぞれに参加。1946年には、第二次世界大戦の影響で休場状態にあったスカラ座の再開に際して、ジュゼッペ・ヴェルディの《ナブッコ》のタイトル・ロールを歌って好評を博した。1950年にはスカラ座の引っ越し公演でコヴェントガーデン王立歌劇場に初出演した。その後は欧米各地の歌劇場に招かれるようになった。1961年に引退後はフィレンツェで後進の指導に当たっていた。
フィレンツェにて没。